# 瑟略島
瑟略島（挪威語：Sørøya）是挪威的島嶼，位於該國北部芬馬克郡西部，長60公里、寬25公里，面積811平方公里，是該國第四大島嶼，最高點海拔高度659米。1945年2月15日，英國皇家海軍派出四艘驅逐艦，護送525名挪威平民經摩爾曼斯克抵達蘇格蘭。